# Tarenna subsessilis
Tarenna subsessilis är en måreväxtart som först beskrevs av Asa Gray, och fick sitt nu gällande namn av Keisuke Ito. Tarenna subsessilis ingår i släktet Tarenna och familjen måreväxter.
Artens utbredningsområde är Ogasawara-shoto. Inga underarter finns listade i Catalogue of Life.